# Norrharun, Kimitoön
Norrharun är en ö i Finland. Den ligger i Skärgårdshavet och i kommunen Kimitoön i landskapet Egentliga Finland, i den sydvästra delen av landet. Ön ligger omkring 58 kilometer söder om Åbo och omkring 160 kilometer väster om Helsingfors.
Öns area är 3,5 hektar och dess största längd är 290 meter i sydväst-nordöstlig riktning. Ön höjer sig omkring 10 meter över havsytan.